# アンダーグラウンド (文化)

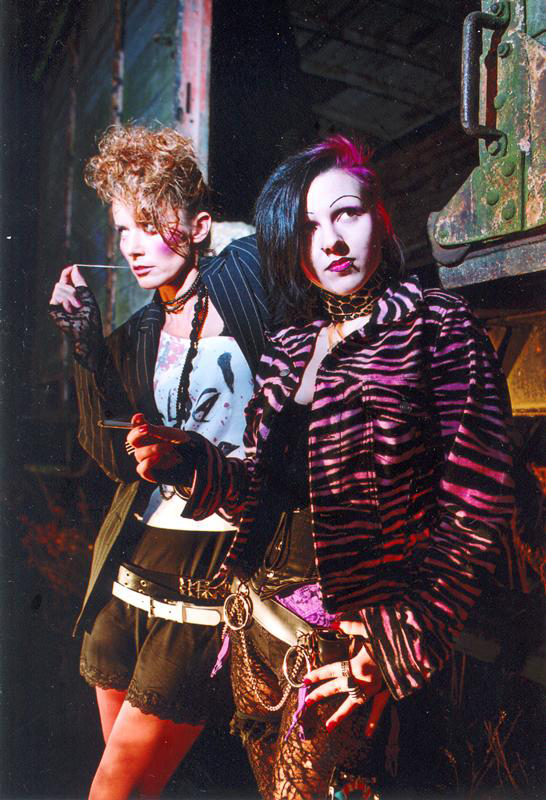
パンク・ファッションに着飾った少女たち（2011年）

アンダーグラウンド（underground）は、反権威主義などを通じて波及し、1960年代後半に起こった、商業性を否定した文化・芸術運動のことを指す。広義には、単に非公式・非合法であることをいう。アングラと略される。

## 1960年代カウンターカルチャー
1960年代のアメリカやヨーロッパを起点として、西側社会（主に資本主義システムとキリスト教規律）に対する政治的・文化的な対抗、保守主義、エスタブリッシュメント、政治家、資本家・大企業への反発・抵抗は、ヒッピーなどの若者を中心にしたカウンターカルチャーとして発展した。彼らが唱えた価値観は、文化多元主義、反資本主義、新左翼思想、社会主義的平等、自由恋愛（フリーセックス）、反キリスト教的価値観、マイノリティの尊重、ウーマン・リヴ、ゲイ（その他性的マイノリティ）の受容、ドラッグの合法化、自然との調和・エコロジーなどである。。
これら運動の前身としては、アメリカの奴隷制に抵抗した地下鉄道、戦前の全体主義に対抗したレジスタンス運動や、戦後のパリ実存主義運動、1950年代のビートニクスなどが挙げられる。
カウンターカルチャー・ムーブメントの副産物として、いくつものアンダーグラウンドな文化の開拓が後押しされた。アメリカでは、カウンターカルチャーの担い手で、反体制的な曲が多いフランク・ザッパや性のタブーの曲が多いヴェルヴェット・アンダーグラウンドなどはアンダーグラウンドな要素を持っていた。なおドアーズもポップなヒット曲が多かったが、グループの持つ体質からはアンダーグラウンド的な雰囲気が濃厚にただよっていた。ティモシー・リアリーはドラッグの使用を追求した。オフ・ブロードウェイはメインストリーム受けを狙わない劇団が多く、en:The Living Theatreは反芸術スタイルの前衛パフォーマンスのパイオニアであった。
ヨーロッパでは、既存の演劇に反発するアンチテアトルが起こった。シチュアシオニスト・インターナショナルの反体制的政治思想は、アンダーグラウンドなアートや音楽に対して大きな影響を与えた（UK undergroundやパンクなど）。
日本では1960年代ごろから、前衛芸術である前衛美術、前衛映画、前衛演劇や暗黒舞踏（既存の価値観からはグロテスクと思えるような動きを多数追求した）などが登場した。その担い手としては、アングラ演劇では寺山修司らの天井桟敷などが代表としてあげられる。現代美術は「具体美術協会」が創設され、極めて革新的な美術表現が展開された。日本映画界は新たな映像美を求め、大島渚らの映画監督が松竹ヌーヴェルヴァーグのムーブメントを興した。また若松孝二や寺山修司、吉田喜重らの映画が、ATGの協力を得て制作された。暗黒舞踏では大野一雄、土方巽らが活躍した。
アングラ文化は、社会の主流や国家権力による抑圧、不正義に抵抗する運動という意義や、商業主義に対抗する前衛的芸術またはタブーに挑戦、さらには国家権力に反抗するなどの当時の若者の心情を代弁した文化運動となった。カウンターカルチャーとアンダーグラウンド・カルチャーの違いは、どちらも主流（メインストリーム）の文化や体制に対抗するが、カウンターカルチャーは実際に対抗勢力や新たな体制になりうる価値を持ち社会全体を巻き込むレベルとなるのに対し、アンダーグラウンドは常にメインストリームにはなり得ず一部のコアな層に支持されるサブカルチャーのレベルに止まることである。メインストリームになった時点で新たな体制の一部となり、もはやアンダーグラウンドではなくなるのである。例えば、人種差別や女性差別、性的マイノリティの差別は、60年代のカウンターカルチャームーブメントによって社会のメインストリームの座を譲った。また、旧来のキリスト教（特にカトリック）による婚前交渉や離婚の禁止など厳格な性の規範は消え去り、自由恋愛が社会のメインストリームとなった。しかし、ドラッグの推奨などは中毒などの危険性もあり、メインストリームにはなっていない。
1960年代カウンターカルチャー思想はメインストリームとなったことで、皮肉にも後の世代から「権威」と目されるようになってしまった。このため後のサブカルチャーは右旋回することになった。

### 関連する運動・芸術
社会運動
- アフリカ系アメリカ人公民権運動
- ベトナム反戦運動
- スチューデント・パワー
- 性革命
- ゲイ解放運動
- アメリカインディアン運動
- ウーマンリブ

反抗音楽
- フォークソング - 社会の不正義に対するプロテストソングなど。
- ロック音楽 - エルビス・プレスリー以来、大人社会に反抗する若者文化の象徴となり、1960年代にはドラッグなどのアングラ文化とも結びついた。
- パンク - アナーキズムなど特に先鋭化した反社会的態度と結びついた。
- ディスコ・ミュージック - パラダイス・ガレージなど70年代のディスコ（クラブ）は同性愛者の溜まり場だった。
- ヒップホップ - 初期にはパブリック・エネミーなどアメリカの白人優位社会における黒人の抵抗を歌うものから、ギャングスタ・ラップまで多種多様なジャンルを生んだ。メインストリームの一部となったものも多い。

### アングラアート
大衆向けでない前衛芸術のこと。
- 前衛美術
- 実験映画
- 前衛音楽
- ハプニング（芸術）
- ポストモダン

### アングラフォーク
- 帰って来たヨッパライ　- ザ・フォーク・クルセダーズ
- 時には母のない子のように　- カルメン・マキ
- 友よ　- 岡林信康
- 夜が明けたら　- 浅川マキ

### アングラ演劇
- 寺山修司
- 天井桟敷
- 状況劇場
- 黒テント

### アングラ雑誌
- ガロ系
- 平凡パンチ

### 地下出版
- アジビラ
  - ガリ版
- 球根栽培法、腹腹時計

## エログロナンセンス
関東大震災と世界的不況を背景にした昭和初期の日本では、国の倦怠感や封建的政府の硬直性から、いわゆる「エログロナンセンス」が社会の一部で流行した。エロは比較的多数の人が興味を持つ分野であるため、商業主義として成り立ちやすい。しかし、他ジャンルと比較して政治権力や民間人による規制が強く、それに対する反抗が求められるという意味でアングラである。その時代の許容度を超えると発禁にされることが多い。また、内輪向けに作品が発表されるアンダーグラウンドな芸術分野において、頻繁に表現が試みられている分野でもある。
- ヌード、ヘアヌード、ヌードモデル
- ヌード映画、ヌード写真
- ポルノグラフィ、ポルノ雑誌（エロ本）、ポルノ映画
- アダルトビデオ、アダルトサイト
- 官能小説

## オタク・秋葉原
秋葉原を中心としたオタク文化はアングラの要素も持っていたが大衆化が進んだ。経済学者の田中秀臣は、AKB48デビューし首都圏新都市鉄道つくばエクスプレスが開通した2005年を転換点としている。また田中は同様の例として新宿、六本木、青山を挙げている。

## インターネット
インターネット上における「アングラ」は、表沙汰にはできない内容を扱う文化、例えばエログロ画像の流布、誹謗中傷の流布、インターネット犯罪や違法行為と関連するサイトのことを指す。「アングラサイト」とも呼ばれる。パソコン通信のアングラ系草の根BBSに端を発し、特にインターネットの法規制が少なかった1990年代に多数存在したが、法規制増加後は自主規制やIPアドレス開示対応を行ったり、Torなどを使用しダークウェブに潜るなどして存続している。
日本においてアンダーグラウンド文化の集積地となったのは、2ちゃんねるである。ただし、運営側は、「誰もが自由に書き込みが出来る匿名掲示板のシステムには、アンダーグラウンド(UG、アングラ)のイメージが付きまといますが、運営者としてはそういうスタンスではありません。すべては利用する皆さんの良識にかかっています」としている。
また創始者の西村博之は、裁判で敗訴した分の巨額賠償金や税金の未払いについて、質問をした報道陣に対し「支払わなくてもどうということはないので支払わない」「踏み倒そうとしたら支払わなくても済む。そんな国の変なルールに基づいて支払うのは、ばかばかしい」と、支払いの意思がないことを明らかにした。その後2010年1月、書籍『ブラック会社に勤めてるんだが、もう俺は限界かもしれない』（ISBN 978-4104715213）の印税が新潮社から掲示板運営者に支払われていることに着目し、印税を差し押さえることで初めて損害賠償金が回収されている。西村への捜査に関する国家賠償請求訴訟について
「２ちゃんねる」(2ch.net)で覚醒剤の購入を持ちかける違法な書き込みが放置された事件で、2012年3月に麻薬特例法違反（あおり・唆し）のほう助容疑で、警視庁は西村の自宅等を捜索・差押えしたが逮捕はされていない。

### アングラサイトの話題や違法行為、反社会的行為
- 爆発物、拳銃、麻薬、覚醒剤、脱法ドラッグ、海賊版ソフトウェアなど共同体が違法とする役務の売買や配布
- 非合法組織（過激派やカルト、セクトなど）の情報
- 個人情報（架空口座、公衆電話番号、私的情報）のデータベース
- サイバー犯罪（クラッキングその他）
- 特殊詐欺
- フェイクニュース
- 機密情報のリーク
- 報道におけるタブーに抵触するメディアに扱われない情報
- 怪文書
- 犯罪の予告または実行
- 闇サイト、裏サイト
- ネット炎上、ストーカー行為
- 特定のグループに対するヘイトスピーチの書き込み

## 関連人物
- 若松孝二
- 寺山修司
- 松田暎子
- 大島渚
- カルメン・マキ
- ルー・リード
- 美輪明宏
- フランク・ザッパ
- オーネット・コールマン
- つげ義春
- 横尾忠則
- キャプテン・ビーフハート
- グレイトフル・デッド
- みうらじゅん